# 隠岐の牛突き

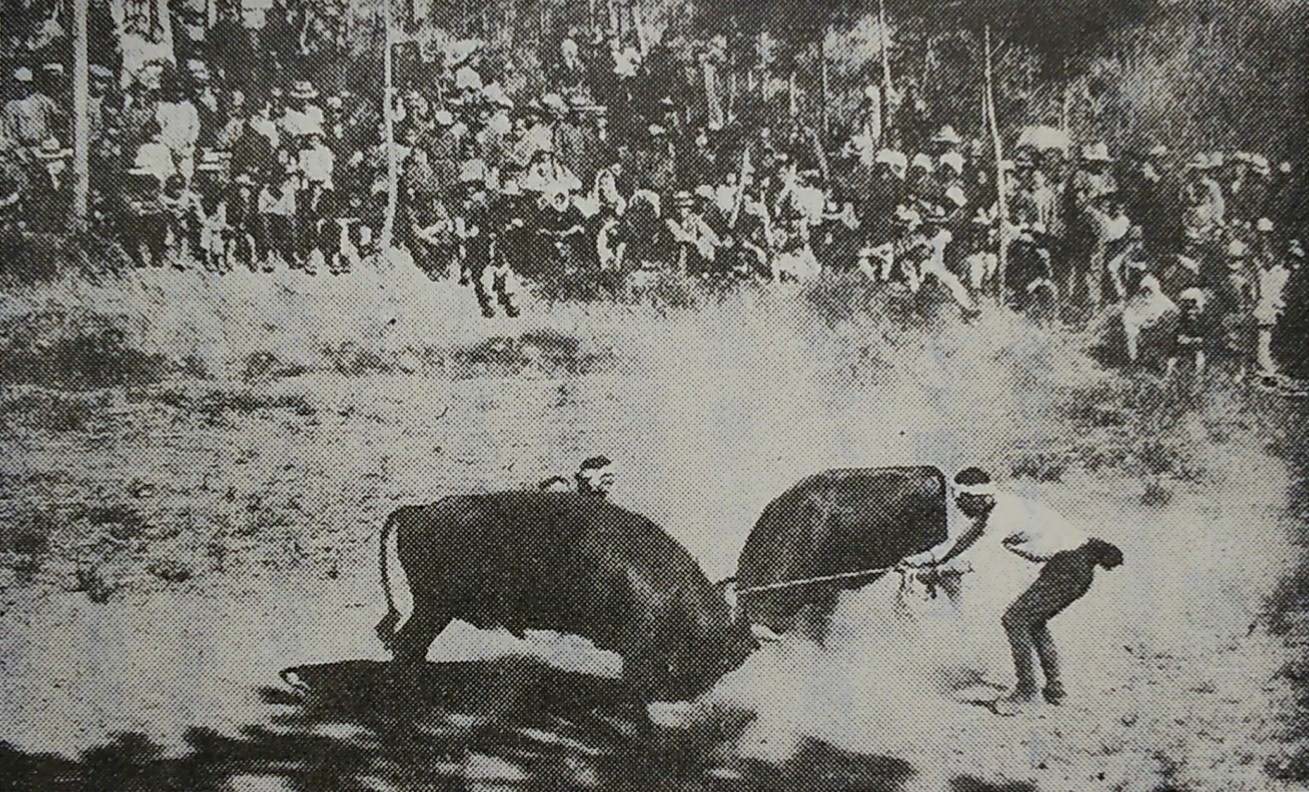
隠岐の牛突きは長い歴史を誇る（1933年）。

隠岐の牛突き（おきのうしづき）は、島根県の隠岐の島町で行われている牛突き。日本最古約800年の歴史を持つ独自の伝統文化である。

## 概要
承久の乱後に隠岐に配流となった後鳥羽上皇を慰めるために島民が行ったのが始まりである。かつては役牛としてどこの農家でも牛を飼っていたため、隠岐諸島の集落ごとに闘牛場があった。しかし1950年代後半には農業の機械化によって役牛が姿を消すこととなった。かわって闘牛のためだけに牛を飼う「牛主」たちが伝統を守ってきたのだが、現在では隠岐の島町の五箇、都万、西郷の3地区にしか牛突きが残っていない。
1973年には、3つの地区の保存会を束ねる形で全隠岐牛突き連合会が発足し、1997年には全隠岐牛突き連合会の呼びかけで、全国闘牛サミット協議会が結成され、第1回のサミットが隠岐郡都万村（現在の隠岐の島町）で開催された。現在では主に隠岐国分寺横に1987年に造られた屋根付き闘牛場の隠岐モーモードームで年に4回の本場所をはじめ、島の観光イベント・観光用牛突きなどで観ることができる。本場所とは夏場所・八朔大会・一夜嶽大会の3大会である。

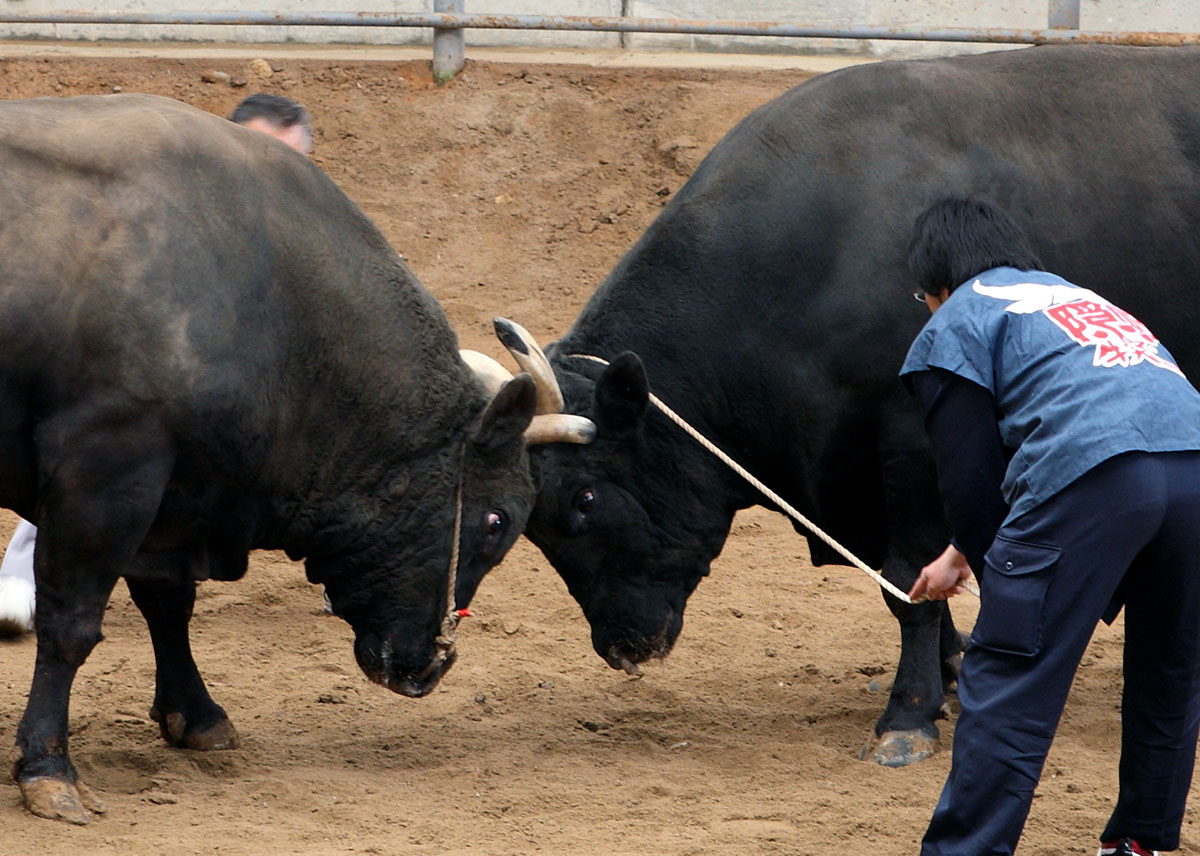
隠岐の牛突き（モーモードームで、2011年）

こうした文化の貴重さが認められ、1978年には「隠岐の牛突き習俗」が文化庁「記録作成等の措置を講ずべき無形の民俗文化財」に選択され、2004年には「八朔大会（文化財名称：壇境神社八朔祭の牛突き習俗）」は、昔から壇鏡神社八朔祭の余興として行われ、大会前日からの準備などのしきたり、牛の参詣、宴席、出祝い式など、古式ゆかしい文化財として、また悠久の歴史を立証する民俗娯楽として、県の無形民俗文化財に指定されている。
| 大会名                     | 場所               |
| -------------------------- | ------------------ |
| 初場所大会                 | 隠岐モーモードーム |
| 島開き牛突き               | 隠岐モーモードーム |
| 春場所大会                 | 隠岐モーモードーム |
| しゃくなげまつり牛突き大会 | 姿沢牛突き場       |
| 夏場所大会                 | 隠岐モーモードーム |
| 八朔大会                   | 佐山牛突き場       |
| 一夜嶽牛突き大会           | 一夜嶽牛突き場     |
| 秋場所大会                 | 上西神社           |